# Antonio Santos Gioffré
Antonio Santos Gioffré (Lanús, Argentina; 9 de mayo de 1927 - La Plata, 30 de agosto de 2012) fue un futbolista argentino que se desempeñaba como arquero o portero.

## Trayectoria
El nacido en la ciudad de Lanús el 9 de mayo de 1927, debutó en la Primera División del Club Atlético Lanús en el año 1947 ante la lesión del titular Antonio Rodríguez. Cumplió muy buenas actuaciones por lo que pasó a alternar en el puesto cuando Rodríguez fue transferido a Racing Club a comienzos de 1948.
Sin embargo, su carrera se vería interrumpida por la aparición de otro notable arquero, Tito Álvarez Vega, que tras su debut ante Almagro por el torneo de Primera B en 1950 se convertiría en el arquero de los años 50 en Lanús. En 1950 integró el plantel del Lanús que lograría el ascenso a Primera División.
En 1951 pasaría a Estudiantes de La Plata donde alternó en el arco hasta 1957. Jugó 134 partidos. 
Arquero titular de Estudiantes (LP) que fue finalista del Campeonato Provincia de Buenos Aires - Copa Juan Domingo Perón de 1955 que consiguió Lanús a raíz de una descollante actuación de su arquero Álvarez Vega.
En 1958 integró las filas del Club Atlético San Lorenzo de Almagro, donde lograría el campeonato de Primera División de 1959.
El 6 de mayo de 1961 debutó en el campeonato de Primera División C formando parte del equipo de San Telmo. Consiguió el ascenso de la Primera División C a la Primera División B en 1961. Jugó hasta 1962. 
En 1964 jugó unos años más en el Club Ferro Carril Sud de Olavarría, ya con 34 años de edad.

## Clubes
| Club                    | País      | Año         |
| ----------------------- | --------- | ----------- |
| Lanús                   | Argentina | 1947 - 1950 |
| Estudiantes de La Plata | Argentina | 1951 - 1957 |
| San Lorenzo de Almagro  | Argentina | 1958 - 1959 |
| San Telmo               | Argentina | 1961 - 1962 |

## Palmarés

### Campeonatos nacionales
| Título             | Club                   | País      | Año  |
| ------------------ | ---------------------- | --------- | ---- |
| Primera División B | Lanús                  | Argentina | 1950 |
| Primera División   | San Lorenzo de Almagro | Argentina | 1959 |
| Primera División C | San Telmo              | Argentina | 1961 |